# Giorgio Carollo
Giorgio Carollo (ur. 30 marca 1944 w Vicenzy) – włoski polityk, deputowany do Parlamentu Europejskiego VI kadencji (2004–2009).

## Życiorys
Z wykształcenia ekonomista i handlowiec. Był wieloletnim działaczem Chrześcijańskiej Demokracji, a w latach 1998–2005 koordynatorem regionalnym Forza Italia w Wenecji Euganejskiej.
W wyborach w 2004 z ramienia FI uzyskał mandat deputowanego do Parlamentu Europejskiego. Należał do grupy chadeckiej, pracował w Komisji Kontroli Budżetowej oraz w Komisji Rybołówstwa, Komisji Prawnej i Komisji Rozwoju Regionalnego.
W 2005 odszedł z Forza Italia, założył własne regionalne ugrupowanie pod nazwą Veneto na rzecz Europejskiej Partii Ludowej (Veneto per il Partito Popolare Europeo). Wraz z tym ugrupowaniem przystąpił do Unii Centrum. Bez powodzenia ubiegał się o reelekcję w wyborach europejskich.